# Georgi Zsarkov
Georgi Zsarkov (bolgárul: Георги Жарков; Szamokov, 1976. május 10. –) bolgár síugró, északi összetett-versenyző, jelenleg az SK Vladaia csapatánál edz.
Zsarkov az első számú bolgár síugró Petar Fartunov előtt. Nemzetközileg sosem volt sikeres ugró. 2002. január 12-én, Willingenben indult először és utoljára a  Világkupában: 103 méterrel 44. helyezett lett. Soha nem sikerült pontot szereznie Világkupa-versenyen.
Főleg a Kontinentális Kupában indult, a 2001–2002-es idényben 280. lett, 1 ponttal; a 2005-ös idényben 164. két ponttal: 2005. február 20-án Westbyben 29. lett. Legjobb eredménye egy 27. hely Lake Placidból, 2005 októberéből.
A Salt Lake City-beli olimpián Zsarkov egyedüli bolgár síugróként indult: a középsánc kvalifikációjában 45. lett, nagysáncon 39., azaz nem tudott indulni a versenyen.
A 2005-ös oberstdorfi északisí-világbajnokságon Zsarkov a nagysánc kvalifikációjában utolsó lett, fél ponttal elmaradva Fartunov mögött.
A 2006. évi téli olimpiai játékokon Zsarkov a középsánc és a nagysánc kvalifikációján is indult. Középsáncon körülbelül 80 méterrel 51. lett, nagysáncon 59 métert ugrott, ezzel 44. lett, csak Fartunovot tudta megelőzni. A versenyekre nem tudta kvalifikálni magát. Csapatot a bolgárok nem indítottak.